# Подоле (Александровський повіт)
Подоле (пол. Podole) — село в Польщі, у гміні Рацьонжек Александровського повіту Куявсько-Поморського воєводства.
Населення — 429 осіб (2011).
У 1975-1998 роках село належало до Влоцлавського воєводства.

## Демографія
Демографічна структура станом на 31 березня 2011 року:
|          | Загалом | Допрацездатний вік | Працездатний вік | Постпрацездатний вік |
| -------- | ------- | ------------------ | ---------------- | -------------------- |
| Чоловіки | 218     | 50                 | 153              | 15                   |
| Жінки    | 211     | 36                 | 127              | 48                   |
| Разом    | 429     | 86                 | 280              | 63                   |